# میر گروبر
میر گروبر (به انگلیسی: Mayer I. Gruber) استاد مطالعات کتاب مقدس (Bible) و خاورنزدیک باستان  در دانشگاه بن‌گورین  در اسرائیل است. او کتاب‌های زیادی در مورد زنان در دنیای باستان خاورنزدیک و یهودیت نگاشته است که شامل «The Motherhood of God» و دیگر مطالعات در دنیای کتاب مقدس کرده است. 